# Matriz conjugada
Una matriz conjugada es el resultado de la sustitución de los elementos de una matriz {\displaystyle A} por sus conjugados. Es decir, la parte imaginaria de los elementos de la matriz cambia su signo.

## Ejemplo
{\displaystyle A={\begin{pmatrix}2+i&3&-1+4i\\4-i&5&17-2i\\1&3-i&1+3i\end{pmatrix}},{\overline {A}}={\begin{pmatrix}2-i&3&-1-4i\\4+i&5&17+2i\\1&3+i&1-3i\end{pmatrix}}}